# Grupo Bicentenario
Grupo Bicentenario S.A.S. es una sociedad de economía mixta de régimen especial, vinculada al Ministerio de Hacienda y Crédito Público, no asimilada a empresa industrial y comercial del estado. Como parte integral de la rama ejecutiva del orden nacional, la organización tiene como objetivo servir como matriz de las entidades públicas de servicios financieros y actividades conexas. Así como para impulsar el crecimiento en sectores clave como la agricultura, la infraestructura, comercio y vivienda. 

## Historia
El Grupo Bicentenario, creado por el Decreto Ley 2111 de 2019, tiene como objetivo formar el tercer grupo financiero más grande de Colombia por nivel de activos, ofreciendo una amplia gama de productos y servicios a través de 13 entidades financieras.

## Entidades del grupo
Cuenta con 13 entidades financieras:

### Participación directa
- Banco Agrario de Colombia
- Bancoldex
- ENTerritorio S.A
- Finagro
- FDN - Financiera de Desarrollo Nacional
- Findeter - Banca de Desarrollo Territorial
- Fondo Nacional del Ahorro
- Fondo Nacional de Garantías
- Positiva Compañía de Seguros
- Previsora Seguros

### Participación Indirecta
- fiduprevisora
- Fiduagraria
- Fiducoldex

## Órganos corporativos
Nuestra estructura corporativa asegura una gestión eficiente y transparente.
- Asamblea de Accionistas
- Junta Directiva
- Comité Asesor